# Col de Tartaiguille
Le col de Tartaiguille, à 399 mètres d'altitude, relie Marsanne au sud-ouest à La Roche-sur-Grane au nord-est, dans le département français de la Drôme.

## Cyclisme

### Courses professionnelles
Le Tour de France 2025 passe par le col lors de la 17e étape. L'Italien Vincenzo Albanese le franchit en tête.